# Try Me ~Watashi wo Shinjite~
Singles de Namie Amuro with Super Monkey's
Paradise Train
(1994)
Singles par Namie Amuro
Taiyo no Season
(1995)
 Try Me ~Watashi wo Shinjite~  (TRY ME 〜私を信じて〜) est un single du groupe de J-pop Namie Amuro with Super Monkey's, sorti le 25 janvier 1995 au Japon sur le label Toshiba-EMI. C'est le premier grand succès du groupe, produit par Max Matsūra, qui atteint la 8e place du classement de l'Oricon, avec un total de 732 950 exemplaires vendus. C'est le premier disque du groupe sans Hisako Arakaki, partie en 1994, et le premier avec Reina Miyauchi et Ritsuko Matsuda qui la remplacent.
C'est en fait le cinquième single enregistré par Namie Amuro, chanteuse principale du groupe, au temps de sa collaboration avec les Super Monkey's. C'est le second des deux singles sortis sous le nom Namie Amuro with Super Monkey's : un précédent single était sorti en 1992 sous le nom Super Monkey's, puis deux autres en 1993 sous celui de Super Monkey's 4. Les suivants sortiront sous le seul nom de Namie Amuro.
La chanson-titre est une reprise en japonais du titre Try Me de Lolita, et sert de thème musical à une publicité pour Minami. Elle figure en version remixée sur le premier album de Namie Amuro chez Toshiba-EMI : Dance Tracks Vol.1. Le titre en face B, Memories ~Ashita no Tame ni~, est une reprise en japonais de Memories de Norma Sheffield. Les deux titres du single figureront en 1996 dans leur version d'origine sur la compilation Toshiba-EMI de Namie Amuro with Super Monkey's : Original Tracks Vol.1.

## Liste des titres
1. TRY ME ~Watashi wo Shinjite~ (TRY ME～私を信じて～?)
2. MEMORIES ~Ashita no Tame ni~ (MEMORIES～明日のために～?)
3. TRY ME ~Watashi wo Shinjite~ (Original Karaoke)
4. MEMORIES ~Ashita no Tame ni~ (Original Karaoke)

## Membres
- Namie Amuro - chant, chœurs
- Minako Ameku - chœurs
- Nanako Takushi - chœurs
- Reina Miyauchi - chœurs
- Ritsuko Matsuda - chœurs